# Edwin R. A. Seligman
Edwin R. A. Seligman   (Nova York, 25 d'abril de 1861 - Lake Placid, 8 de juliol de 1939) Edwin Robert Anderson Seligman va ser un economista nord-americà que va passar tota la seva carrera acadèmica a la Universitat de Colúmbia a la ciutat de Nova York.
Seligman és recordat pel seu treball pioner en la fiscalitat i les finances públiques. Els seus principis per a un impost federal progressiu sobre la renda van ser adoptats pel Congrés després de l'aprovació de la setzena esmena. Un prolífic erudit i professor, els seus estudiants van tenir una gran influència en l'arquitectura fiscal de les nacions post-colonials. Va servir com a membre fundador influent de l'Associació Americana d'Economia.

## Biografia
Edwin Seligman va néixer a la ciutat de Nova York, fill del banquer Joseph Seligman. Va tenir com a tutor a Horatio Alger i tenia una àmplia facilitat per als idiomes.
Seligman va assistir a la Universitat de Colúmbia als catorze anys i es va graduar el 1879 amb un A.B Títol de Grau. Seligman va continuar els seus estudis a Europa, assistint a cursos durant tres anys a les universitats de Berlín, Heidelberg, Ginebra i París. Va obtenir el Màster, i Llicenciat en Dret, el 1885 i va defensar amb èxit un doctorat, el 1885. Més tard va ser guardonat amb un altre Llicenciat en Dret el 1904.

## Carrera
Seligman va passar tota la seva carrera acadèmica a la Universitat de Colúmbia, per primera vegada com a professor el 1885. Va ser nomenat professor adjunt d'economia política el 1888. Es va convertir en el primer professor McVickar d'Economia Política a la mateixa universitat el 1904, càrrec que va ocupar fins a 1931.
El treball acadèmic de Seligman va tractar en gran part de qüestions d'impostos i finances públiques, i va ser considerat com un dels principals defensors de l'impost progressiu sobre la renda. També va impartir cursos a Columbia en el camp de la història econòmica.
Des de 1886 Seligman va ser un dels editors del Political Science Quarterly. També va editar la sèrie de Columbia sobre història, economia i dret públic des de 1890.
Seligman va ser un fundador de l'Associació Econòmica Americana i va ser president d'aquesta organització des de 1902 fins a 1904. També va ser una figura clau darrere de la formació de l'Associació Americana de Professors Universitaris, que va exercir com a president d'aquest grup des de 1919 fins a 1920.
Seligman va dedicar un gran esforç a la qüestió de les finances públiques durant la Primera Guerra Mundial i va ser un destacat defensor de l'establiment d'un impost progressiu sobre la renda com a base per al finançament de les operacions governamentals.
Encara que un defensor de la interpretació econòmica de la història, comunament associada amb el marxisme, Seligman era un opositor del socialisme i va aparèixer en debats públics oposant-se a figures radicals destacades durant la dècada de 1920, incloent figures com Scott Nearing i Harry Waton.
El treball acadèmic posterior de Seligman va girar al voltant de qüestions de política fiscal i finançament del consumidor.
Entre els seus alumnes hi havia B.R. Ambedkar, el principal arquitecte de la Constitució de l'Índia.
La carrera docent de Seligman va acabar el 1931.

## Mort i llegat
Edwin Seligman va morir el 1939. Les seves creences van ser molt influents amb Charles A. Beard, que era un col·lega acadèmic a Columbia. En particular, els punts de vista econòmics de Seligman sobre la història van ajudar a informar l'obra de Beard An Economic Interpretation of the Constitution of the United States. Com a mentor d'experts fiscals com Carl Shoup, les idees de Seligman també van guiar la reforma fiscal després de la Segona Guerra Mundial.